# もしかして (小林幸子の曲)
「もしかして」は、1984年1月25日に発売された小林幸子の37枚目のシングル。

## 解説
- 1984年の「第35回NHK紅白歌合戦」で、本楽曲が歌唱された。

## 収録曲
- 両楽曲共に、編曲：竜崎孝路

1. もしかして (4分15秒)
作詞・作曲：美樹克彦
2. みれんというのじゃないのです (3分11秒)
作詞：山口洋子、作曲：鈴木淳